# Dawara
Dawara (ou Ndawara) est une localité du Cameroun, située dans l'arrondissement de Belo, le département du Boyo dans la région du Nord-Ouest. C'est l’un des 29 villages de la commune de Belo créée en 1993 (Belo Rural Council, à l'origine).

## Géographie
Dawara se trouve dans une zone de plateaux (Ndawara Highlands), propice aux plantations de thé, mais le potentiel touristique de cet environnement reste peu exploité (en 2011).

### Population
Lors du recensement de 2005, on y a dénombré 1 031 habitants.